# Zumpy
Zumpy est une localité polonaise de la gmina de Boronów, située dans le powiat de Lubliniec en voïvodie de Silésie.